# Ogcodes argentinensis
Ogcodes argentinensis este o specie de muște din genul Ogcodes, familia Acroceridae, descrisă de Evert I. Schlinger în anul 1960. Conform Catalogue of Life specia Ogcodes argentinensis nu are subspecii cunoscute.